# Audi Q5 FY Sportback
Der Audi Q5 Sportback (interne Typbezeichnung FY) ist ein Mittelklasse-SUV des deutschen Automobilherstellers Audi. Das auf dem Audi Q5 FY basierende Fahrzeug wurde im Herbst 2020 der Öffentlichkeit präsentiert und kam im März 2021 in den Handel.

## Modellgeschichte
Am 26. September 2020 wurde mit dem Q5 Sportback eine Karosserievariante mit flacher auslaufendem Dach vorgestellt. Sie kam im ersten Halbjahr 2021 auf den Markt. Gegenüber dem Basismodell steht für den Kunden der emotionale Nutzen im Vordergrund, weshalb diese Modelle zu einem höheren Preis verkauft werden können. Ein großer Beitrag zur Entwicklung der Fahrzeugklasse der sogenannten „SUV-Coupés“ liegt in der Volksrepublik China, in der die Kunden einen ausdrucksstarken und dominanten Designstil bevorzugen, um ihren individuellen sozialen Aufstieg zu demonstrieren.

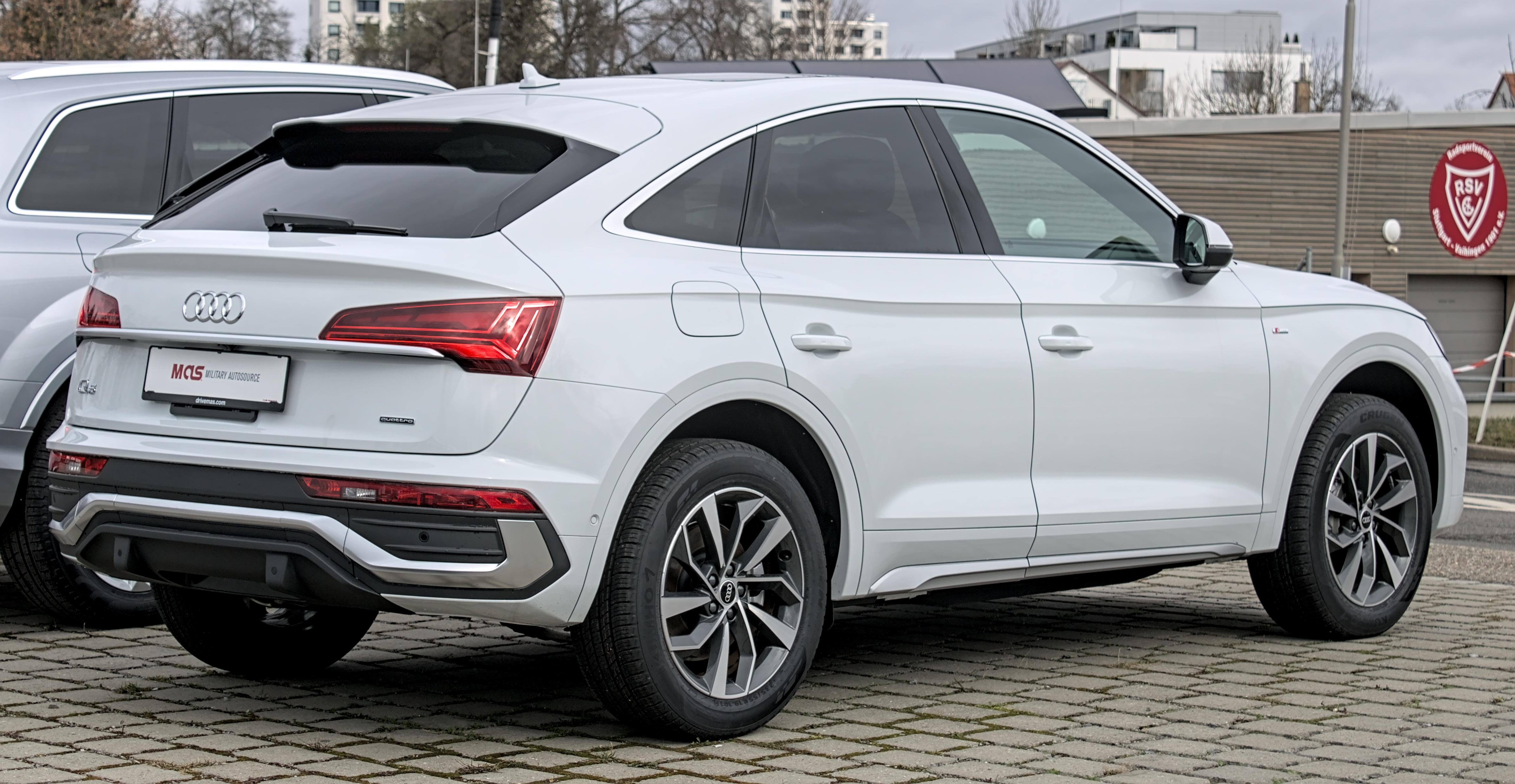
Heckansicht
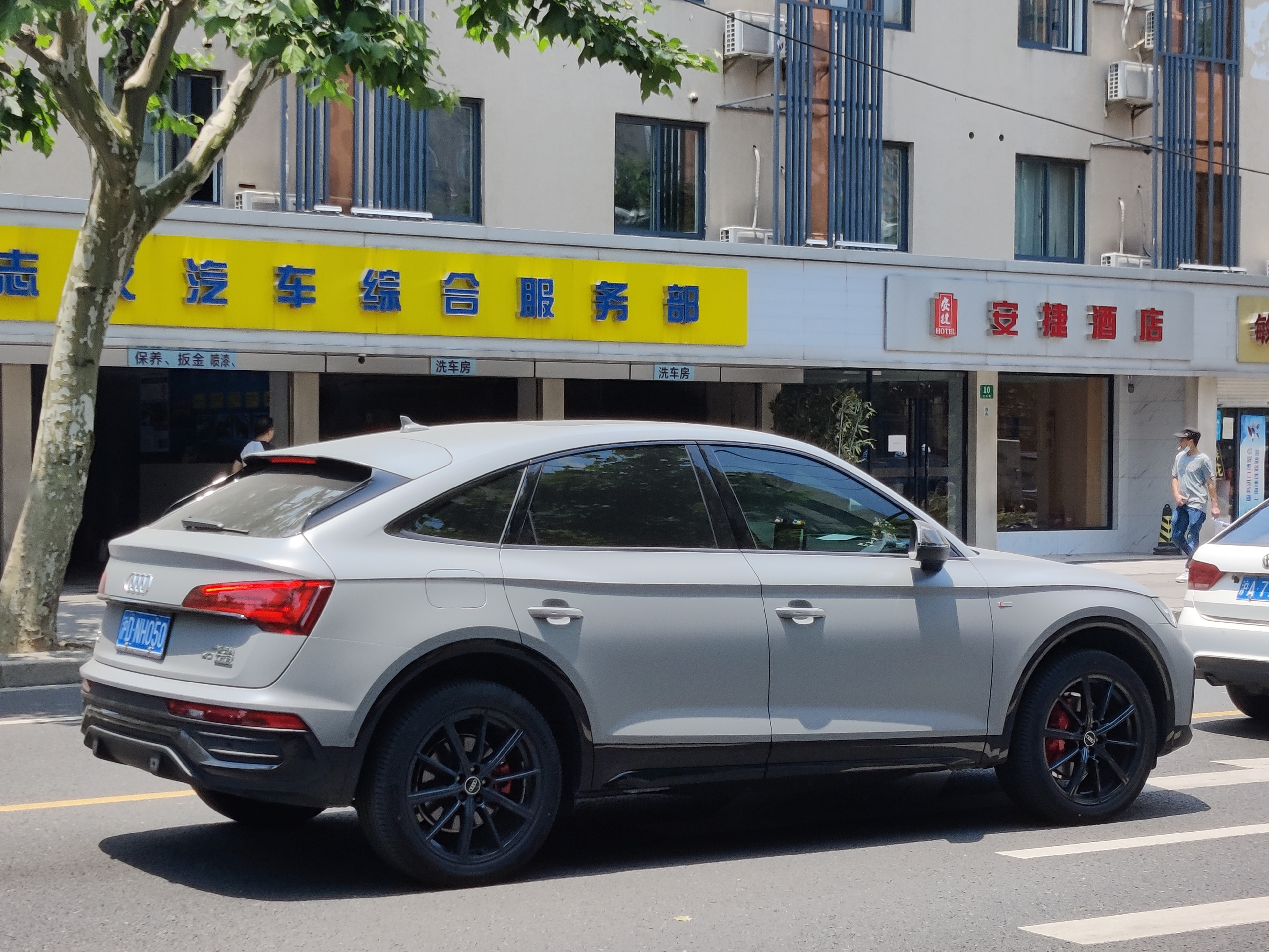
Audi Q5L Sportback (China)
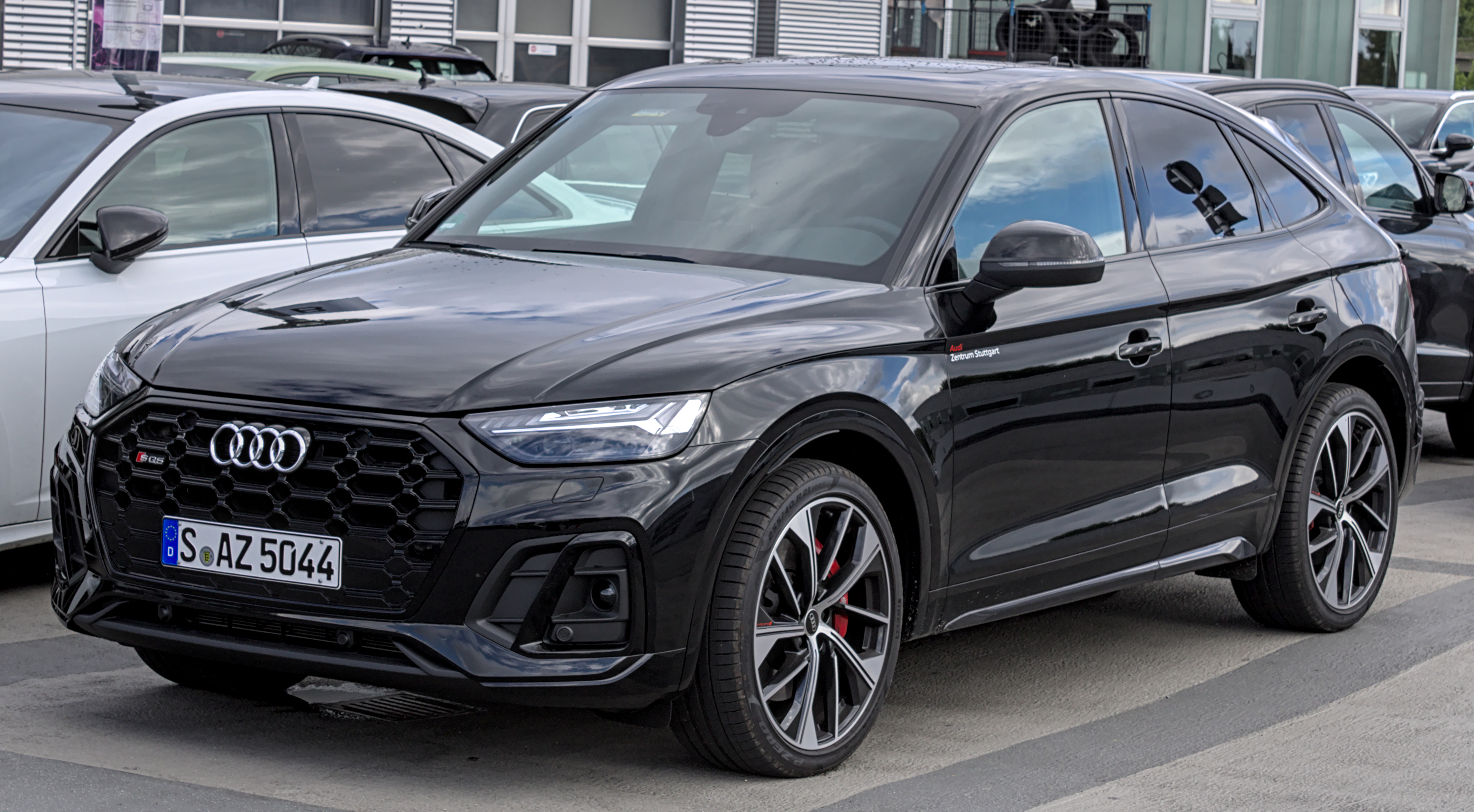
Audi SQ5 Sportback TDI (2021–2024)
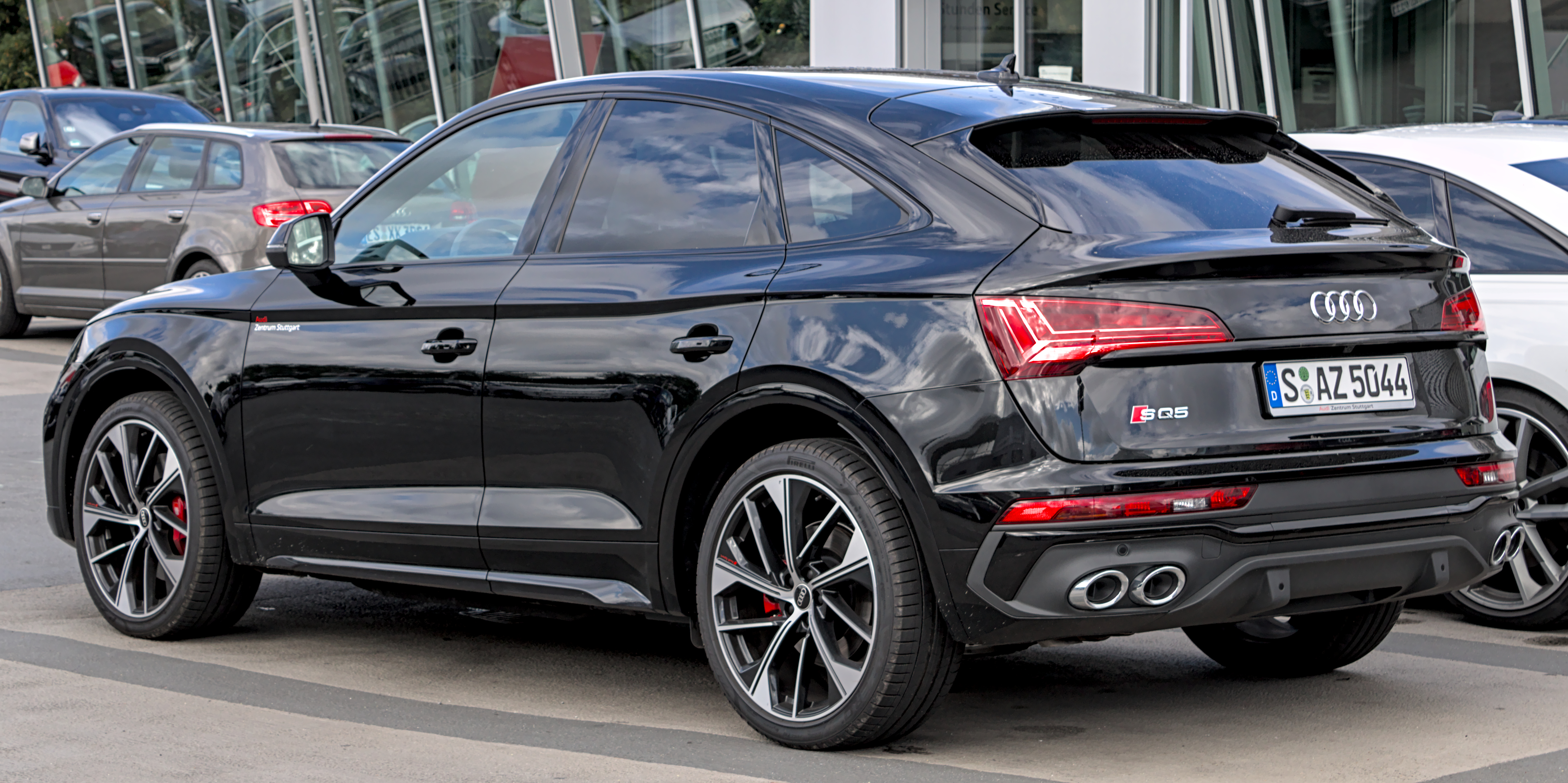
Heckansicht

## Produktion
Der Q5 Sportback wird wie der Q5 in Mexiko bei Audi México S.A. de C.V. in San José Chiapa gebaut.

## Technische Daten
|                                                  | 40 TFSI                               | 45 TFSI                               | 50 TFSI e                                        | 55 TFSI e                                        | SQ5 TFSI (1)             | 35 TDI                                | 40 TDI                                | 50 TDI                                | SQ5 TDI                                 |
| ------------------------------------------------ | ------------------------------------- | ------------------------------------- | ------------------------------------------------ | ------------------------------------------------ | ------------------------ | ------------------------------------- | ------------------------------------- | ------------------------------------- | --------------------------------------- |
| Bauzeitraum                                      | 12/2021–11/2024                       | 03/2021–11/2024                       | 03/2021–11/2024                                  | 03/2021–11/2024                                  |                          | 03/2021–11/2024                       | 03/2021–11/2024                       | 03/2021–04/2023 04/2024–11/2024       | 03/2021–11/2024                         |
| Motorkennbuchstaben                              |                                       |                                       |                                                  |                                                  |                          |                                       |                                       |                                       |                                         |
| Motorbaureihe                                    | VW EA888evo4                          | VW EA888evo4                          | VW EA888evo4                                     | VW EA888evo4                                     | VW EA839                 | VW EA288evo                           | VW EA288evo                           | VW EA897evo3                          | VW EA897evo3                            |
| Motorart                                         | Ottomotor                             | Ottomotor                             | Ottomotor + Elektromotor                         | Ottomotor + Elektromotor                         | Ottomotor                | Dieselmotor                           | Dieselmotor                           | Dieselmotor                           | Dieselmotor                             |
| Motorbauart                                      | Reihenbauart                          | Reihenbauart                          | Reihenbauart + permanenterregte Synchronmaschine | Reihenbauart + permanenterregte Synchronmaschine | V-Bauart                 | Reihenbauart                          | Reihenbauart                          | V-Bauart                              | V-Bauart                                |
| Motoraufladung                                   | Turbolader                            | Turbolader                            | Turbolader                                       | Turbolader                                       | Turbolader               | Turbolader                            | Turbolader                            | VTG-Turbolader                        | VTG-Turbolader, elektrischer Verdichter |
| Bordnetz                                         | 12 Volt MHEV                          | 12 Volt MHEV                          | —                                                | —                                                |                          | 12 Volt MHEV                          | 12 Volt MHEV                          | 48 Volt MHEV                          | 48 Volt MHEV                            |
| Gemischaufbereitung                              | Benzindirekteinspritzung              | Benzindirekteinspritzung              | Benzindirekteinspritzung                         | Benzindirekteinspritzung                         | Benzindirekteinspritzung | Common-Rail-Einspritzung              | Common-Rail-Einspritzung              | Common-Rail-Einspritzung              | Common-Rail-Einspritzung                |
| Zylinder/Ventile                                 | 4/16                                  | 4/16                                  | 4/16                                             | 4/16                                             |                          | 4/16                                  | 4/16                                  | 6/24                                  | 6/24                                    |
| Hubraum                                          | 1984 cm³                              | 1984 cm³                              | 1984 cm³                                         | 1984 cm³                                         |                          | 1968 cm³                              | 1968 cm³                              | 2967 cm³                              | 2967 cm³                                |
| max. Leistung bei min−1, Verbrennungsmotor       | 150 kW (204 PS)/4475–6000             | 195 kW (265 PS)/5250–6500             | 195 kW (265 PS)/5250–6500                        | 195 kW (265 PS)/5250–6500                        |                          | 120 kW (163 PS)/3250–4200             | 150 kW (204 PS)/3800–4200             | 210 kW (286 PS)/3500–4000             | 251 kW (341 PS)/3800–3950               |
| max. Leistung, Elektromotor (Peak)               | —                                     | —                                     | 105 kW (143 PS)                                  | 105 kW (143 PS)                                  | —                        | —                                     | —                                     | —                                     | —                                       |
| Dauerleistung Elektromotor                       | —                                     | —                                     | 55 kW (75 PS)                                    | 55 kW (75 PS)                                    | —                        | —                                     | —                                     | —                                     | —                                       |
| max. Systemleistung                              | —                                     | —                                     | 220 kW (299 PS)                                  | 270 kW (367 PS)                                  | —                        | —                                     | —                                     | —                                     | —                                       |
| max. Drehmoment bei min−1, Verbrennungsmotor     | 320 Nm/1450–4375                      | 370 Nm/1600–4500                      | 370 Nm/1600–4500                                 | 370 Nm/1600–4500                                 |                          | 370 Nm/1500–3000                      | 400 Nm/1750–3250                      | 620 Nm/1750–3000                      | 700 Nm/1750–3250                        |
| max. Drehmoment, Elektromotor                    | —                                     | —                                     | 350 Nm                                           | 350 Nm                                           | —                        | —                                     | —                                     | —                                     | —                                       |
| max. Systemdrehmoment                            | —                                     | —                                     | 450 Nm                                           | 500 Nm                                           | —                        | —                                     | —                                     | —                                     | —                                       |
| Antriebsart, Serie                               | Allradantrieb                         | Allradantrieb                         | Allradantrieb                                    | Allradantrieb                                    | Allradantrieb            | Vorderradantrieb                      | Allradantrieb                         | Allradantrieb                         | Allradantrieb                           |
| Antriebsart, Option                              | —                                     | —                                     | —                                                | —                                                | —                        | —                                     | —                                     | —                                     | —                                       |
| Getriebe, Serie                                  | 7-Gang-S tronic                       | 7-Gang-S tronic                       | 7-Gang-S tronic                                  | 7-Gang-S tronic                                  | 8-Gang-tiptronic         | 7-Gang-S tronic                       | 7-Gang-S tronic                       | 8-Gang-tiptronic                      | 8-Gang-tiptronic                        |
| Getriebe, Option                                 | —                                     | —                                     | —                                                | —                                                | —                        | —                                     | —                                     | —                                     | —                                       |
| Leergewicht                                      | 1845 kg                               | 1850 kg                               | 2150 kg                                          | 2150 kg                                          |                          | 1830 kg                               | 1900 kg                               | 2030 kg                               | 2085 kg                                 |
| max. Zuladung                                    |                                       |                                       | 510 kg                                           | 510 kg                                           |                          | 575 kg                                |                                       |                                       |                                         |
| max. Anhängelast                                 | 2400 kg                               | 2400 kg                               | 2000 kg                                          | 2000 kg                                          |                          | 2000 kg                               | 2400 kg                               | 2400 kg                               | 2400 kg                                 |
| Beschleunigung, 0–100 km/h                       | 7,3 s                                 | 6,1 s                                 | 6,1 s                                            | 5,3 s                                            |                          | 9,0 s                                 | 7,6 s                                 | 5,7 s                                 | 5,1 s                                   |
| elektr. Beschleunigung, 0–100 km/h               | —                                     | —                                     |                                                  |                                                  | —                        | —                                     | —                                     | —                                     | —                                       |
| Höchstgeschwindigkeit                            | 223 km/h                              | 240 km/h                              | 239 km/h                                         | 239 km/h                                         |                          | 213 km/h                              | 222 km/h                              | 240 km/h                              | 250 km/h                                |
| elektr. Höchstgeschwindigkeit                    | —                                     | —                                     | 135 km/h                                         | 135 km/h                                         | —                        | —                                     | —                                     | —                                     | —                                       |
| Kraftstoffverbrauch WLTP auf 100 km , kombiniert | 7,6–8,6 l Super                       | 8,3–9,1 l Super                       | 1,5–1,8 l Super                                  | 1,5–1,8 l Super                                  |                          | 5,6–6,2 l Diesel                      | 6,2–6,9 l Diesel                      | 8,0–8,7 l Diesel                      | 8,1–8,6 l Diesel                        |
| elektrische Reichweite WLTP, kombiniert          | —                                     | —                                     | 58–61 km                                         | 58–61 km                                         | —                        | —                                     | —                                     | —                                     | —                                       |
| CO2-Emission, WLTP                               | 173–196 g/km                          | 189–208 g/km                          | 35–43 g/km                                       | 36–43 g/km                                       |                          | 146–162 g/km                          | 163–181 g/km                          | 210–229 g/km                          | 213–225 g/km                            |
| Abgasnachbehandlung, PM                          | Ottopartikelfilter                    | Ottopartikelfilter                    | Ottopartikelfilter                               | Ottopartikelfilter                               |                          | Dieselrußpartikelfilter               | Dieselrußpartikelfilter               | Dieselrußpartikelfilter               | Dieselrußpartikelfilter                 |
| Abgasnachbehandlung, NOX                         | —                                     | —                                     | —                                                | —                                                | —                        | SCR-Katalysator                       | SCR-Katalysator                       | SCR-Katalysator                       | SCR-Katalysator                         |
| Abgasnorm nach EU-Klassifikation                 | Euro 6d-ISC-FCM (ab 11/2023: Euro 6e) | Euro 6d-ISC-FCM (ab 11/2023: Euro 6e) | Euro 6d-ISC-FCM (ab 11/2023: Euro 6e)            | Euro 6d-ISC-FCM (ab 11/2023: Euro 6e)            |                          | Euro 6d-ISC-FCM (ab 11/2023: Euro 6e) | Euro 6d-ISC-FCM (ab 11/2023: Euro 6e) | Euro 6d-ISC-FCM (ab 04/2024: Euro 6e) | Euro 6d-ISC-FCM (ab 11/2023: Euro 6e)   |